# Pannonica de Koenigswarter
Pannonica de Koenigswarter (* 10. Dezember 1913 in London als Kathleen Annie Pannonica Rothschild; † 30. November 1988 in New York) – eine Nachfahrin der englischen Rothschilds – war eine der wichtigsten Förderinnen des Modern Jazz. Vor allem mit dem Jazzpianisten Thelonious Monk und dessen Familie war sie eng verbunden. Monk betitelte eine seiner bekanntesten Kompositionen Pannonica, der Pianist Horace Silver komponierte ihr zu Ehren Nica’s Dream.

## Leben
Kathleen Annie Pannonica Rothschild wurde 1913 als jüngste Tochter des Bankiers und Entomologen Charles Rothschild und der Rózsika Rothschild, geb. Edle von Wertheimstein, geboren. Ihr Bruder war Victor Rothschild, der dritte Baron Rothschild, und ihre Schwester Liberty Rothschild, mit der sie 1931 nach München zog. Pannonica, auch Nica genannt, erhielt ihren Namen nach dem Geburtsland ihrer Mutter (lat. Pannonia für das westungarische Pannonien) – ebenso wie eine von ihrem Vater dort neu entdeckte und von ihm benannte Schmetterlingsart. Sie wuchs in Frankreich auf und begann 1931 in München ein Studium der Malerei. Nach der Machtübernahme des Nationalsozialismus brach sie ihr Studium ab und verließ 1933 Deutschland wieder. Sie wurde 1935 in Le Touquet Pilotin und lernte dort ihren späteren Ehemann Baron Jules de Koenigswarter kennen. In dieser Ehe gebar sie fünf Kinder.
Während des Zweiten Weltkrieges engagierte sich ihre Familie im Widerstand gegen den Nationalsozialismus: ihr Mann schloss sich den Forces françaises libres (FFL) von Charles de Gaulle an, sie begleitete ihn nach Französisch-Äquatorialafrika, wo sie ihr Interesse für afrikanische Kultur entwickelte, trat ebenfalls den FFL bei und arbeitete für diese als Chiffriererin, Kommentatorin bei Radio Brazzaville und als Fahrerin von Militärfahrzeugen. Ihre Einsätze als aktive Kämpferin führten sie u. a. in die Kolonie Goldküste, den Kongo, nach Nigeria, Ägypten, Libyen, Tunesien, Italien und Frankreich. Ihr Bruder Victor arbeitete gleichzeitig als persönlicher Kurier für Winston Churchill in den USA und erhielt dort, als bereits ausgebildeter klassischer Pianist, von Teddy Wilson Klavierunterricht. Wilson war es auch, der de Koenigswarter in Kontakt mit den aktuellen Strömungen im amerikanischen Jazz brachte, insbesondere durch eine Aufnahme von Duke Ellingtons Suite Black, Brown and Beige und Monks ’Round Midnight. Als junges Mädchen kannte und liebte sie bereits zahlreiche Jazz-Schallplatten aus der umfangreichen Sammlung ihres Vaters und besuchte mit ihrem Bruder die in England seltenen Konzerte von Benny Goodman.
Nach Kriegsende zog sie mit ihrem Mann, der Diplomat wurde, zunächst nach Norwegen, dann nach Mexiko-Stadt. 1952 ging sie – der Verpflichtungen einer Diplomatengattin leid und deshalb ohne ihn – nach New York, wo sie mit ihrer ältesten Tochter eine Suite im Stanhope Hotel an der Fifth Avenue bewohnte. Die Scheidung wurde erst 1956 vollzogen.
Sie tauchte in die New Yorker Jazzszene ein, besuchte regelmäßig die einschlägigen, heute legendären Liveclubs, wie z. B. Five Spot, Village Vanguard, Birdland, Minton’s Playhouse und Small’s Paradise und ihre Suite wurde von unzähligen Musikern frequentiert, die sich dort erholten, unterhielten und auch Jamsessions abhielten, was de Koenigswarter horrende Mieterhöhungen bescherte, um dort wohnen bleiben zu können. Schnell wurde sie für Jazzmusiker zu einer Art Patronin und half ihnen mit Geld, Unterkunft, Jobs und Rat, manchmal auch durch juristischen Beistand und Entwürfe für Schallplatten-Cover. Sie wurde Mitglied der Musikergewerkschaft und war zeitweilig sogar als Künstleragentin für Art Blakey und seine Jazz Messengers tätig. Zu ihrem Freundes- und Bekanntenkreis zählten des Weiteren u. a. Lionel Hampton, Walter Davis, Bud Powell, Coleman Hawkins, Sonny Clark und Tommy Flanagan. Den allein lebenden Epileptiker Hawkins versorgte sie nach einem Anfall in dessen Wohnung. Als der depressive Powell, der zeitweilig auch bei ihr wohnte, spurlos verschwand, suchte sie tagelang nach ihm, bis er wieder aufgefunden wurde. Der von Alkohol und anderen Drogen gekennzeichnete Charlie „Bird“ Parker (er war seit seiner Jugend heroinabhängig), der nicht einmal mehr im nach ihm benannten Birdland ein Engagement erhielt, war ein körperliches Wrack, zog aber ihre Suite einer Behandlung in einem Krankenhaus vor und starb dort im März 1955 im Alter von nur 34 Jahren. Aufgrund ihres Engagements  und ihrer Abstammung wird sie auch oft als Bebop- oder Jazz-Baroness bezeichnet, sie galt als eine Personifikation des weiblichen Hipsters.
Nach Parkers Tod verließ sie das Stanhope Hotel und zog für viele Jahre in das Bolivar Hotel. Thelonious Monks Komposition Ba-Lue Bolivar Ba-Lues-Are erinnert an diese Zeit. De Koenigswarter traf Monk erstmals 1954 in Paris, wo sie ihm nach einem Konzert von einer gemeinsamen Freundin, der Pianistin Mary Lou Williams, vorgestellt wurde. Sie wurden Freunde fürs Leben. Durch sie erhielt er 1957 seine Cabaret Card, die Auftrittserlaubnis für New York, zurück. Diese war ihm zwei Jahre zuvor bei Baltimore auf Grund eines vermeintlichen Drogendeliktes entzogen worden. De Koenigswarter, die ihn damals begleitete, wurde zu drei Jahren Haft verurteilt, kam frei und erreichte Jahre später einen Freispruch. De Koenigswarter setzte sich dann in einem langen Kampf und mit einer Unterschriftenaktion dafür ein, dass Musikern in den New Yorker Nachtclubs nicht mehr abverlangt wurde, sich Fingerabdrücke abnehmen und eine Cabaret Card ausstellen lassen zu müssen, bis 1967 diese Vorschrift endlich abgeschafft wurde.
Zu damaliger Zeit tauchte der Name de Koenigswarters häufig in der Boulevardpresse auf. Der Tod Parkers in ihrer Suite und die gemeinsame Arrestierung mit Monk befeuerte die rassistische Abneigung der damaligen amerikanischen Gesellschaft gegenüber dem Umgang zwischen Schwarzen und Weißen. De Koenigswarter berichtete, dass bei Auftritten in den Südstaaten Weiße die Straßenseite wechselten oder vor ihnen ausspuckten, wenn sie mit den Musikern unterwegs war. Befreundete Musiker bestätigten, dass sie regelmäßig in Schwierigkeiten geriet, weil sie sich den Umgang mit ihren schwarzen Freunden nicht reglementieren ließ. De Koenigswarter nahm auch Monk und seine Familie nach einem Wohnungsbrand auf und unterstützte ihn finanziell. Als Monk erstmals ernsthaft krank wurde, zog er 1973 in de Koenigswarters Haus in Weehawken, New Jersey ein, wo er zurückgezogen 1982 starb. Monk nannte sein neues Zuhause zunächst Catsville, denn Cats ist Jargon für andere Musiker (Barry Harris lebte noch 2006 in dem Haus). Dann sorgten Hunderte von Katzen, die von der Tierliebe de Koenigswarters profitierten, für die Umbenennung des Domizils in Catshouse. Nach Monks Tod kämpfte sie dafür, dass ein Platz in New Yorks 63. Straße West, wo Monk 45 Jahre gelebt hatte, in Thelonious Sphere Monks Circle umbenannt wurde. Monks Ehefrau Nellie sagte später über de Koenigswarter: „Sie ist uns eine aufrichtige Freundin gewesen, und davon haben wir nur wenige gehabt. Sie war genau die Person, die wir brauchten.“
De Koenigswarter hatte bis Ende der 60er-Jahre eine große Menge von Polaroids von Musikern angefertigt, die vor allem alltäglich-dokumentarischen Charakter besaßen, und die meistens private und seltener öffentliche Situationen abbildeten. Parallel hatte sie zwischen 1961 und 1966 rund 300 Jazzmusiker nach ihren drei wichtigsten Wünschen befragt. Bereits damals beabsichtigte sie ein Buch mit den Photos und Antworten herauszugeben, aber kein Verleger zeigte Interesse, so dass die Idee erst posthum verwirklicht wurde. (→ siehe Würdigungen)

Anfang der achtziger Jahre half sie Barry Harris eine Jazzschule zu gründen und veröffentlichte Ende 1986 in einer New Yorker Tageszeitung eine Würdigung des Menschen und Künstlers Monk, in welcher sie über ihn schrieb: 
„Als Mensch war er wie seine Musik. Er konnte dein ganzes Leben verändern. [… Er konnte] dich die Musik, ihr Innerstes und ihr Äußeres, empfinden lassen wie kein anderer. Er versetzte dich ins Herz der Unendlichkeit der Musik hinein...“
 Die Premiere des Films Bird über Charlie Parker im Jahr 1988 war ihr letzter öffentlicher Auftritt.
1988 starb Baroness Pannonica de Koenigswarter kurz vor ihrem 75. Geburtstag während einer Operation, bei der sie einen Bypass erhalten sollte.  Sie hinterließ drei Töchter, zwei Söhne und einen Enkel. Bei einem Gedenkgottesdienst in der „Kirche des Jazz“ Saint Peter's Church (New York) intonierte eine von Barry Harris angeführte Band ihre Lieblingssongs und wurde von Stepptänzern unterstützt. Ihrem letzten Wunsch gemäß wurde ihre Asche zur Musik von Monks ’Round Midnight um Mitternacht auf dem Hudson River verstreut.

## Nachwirken

### Die Jazzmusiker und ihre drei Wünsche
Ihre Großnichte Nadine de Koenigswarter, eine in Paris lebende Malerin und Free-Jazz-Liebhaberin, von Pannonica de Koenigswarter als Quasi-Enkelin bezeichnet, fand im Haus ihrer Großtante einen Karton mit den Fotos von Jazzmusikern aus den 60ern und daneben die Notizen von jeweils drei Antworten ihrer Musikerfreunde auf die Frage: „Was sind deine drei Wünsche?“ Das zu Lebzeiten von Pannonica de Koenigswaerter nicht zu realisierende Buchprojekt brachte Nadine de Koenigswarter im Jahr 2006 in französischer Sprache heraus. Die französische Académie du Jazz wählte es zum Buch des Jahres. 2007 wurde es zudem mit dem Prix Charles Delaunay ausgezeichnet.
In dem Buch kommen nicht nur die Musiker aus ihrem direkten Freundeskreis zu Worte und auf Bild, sondern auch viele andere damalige oder spätere Jazzstars, wie z. B. Charles Mingus, Miles Davis (ebenfalls im Cathouse fotografiert), Elvin Jones, Sun Ra, Dizzy Gillespie, John Coltrane, Lou Donaldson, Mary Lou Williams, Eric Dolphy, Anita O’Day, Duke Ellington, Donald Byrd, Stan Getz, Count Basie, Louis Armstrong, Max Roach, Betty Carter, Oscar Peterson, Cannonball Adderley, Miriam Makeba, Dinah Washington, Albert Mangelsdorff und viele andere.
Die Bandbreite der insgesamt 300 Musiker, die im Buch berücksichtigt wurden, gibt nicht nur das persönliche Wirken und die Bekanntheit de Koenigswarters in der damaligen Jazzszene wieder, sondern ist auch ein Spiegelbild derselben. Die Wünsche der Musiker haben mehrere Schwerpunkte, die sich aus den Aussagen herauskristallisieren: Neben persönlichen, vor allem ihre Familien betreffende Aussagen sowie Gesundheit und insbesondere einer persönlichen künstlerischen Weiterentwicklung (z. B. Gerry Mulligan, Lionel Hampton, Eddie Thompson, Pee Wee Russell, Charlie Byrd, Sonny Stitt, Oscar Peterson, Anita O’Day) wünschten sich viele Musiker vor allem bessere Auftrittsmöglichkeiten und eine bessere Anerkennung des Jazz als Kunst- und Musikform (Elvin Jones, Reggie Workman, Cannonball Adderley, Oscar Peterson, Charlie Rouse, Hank Mobley) oder dass das Dasein als Jazzmusiker bessere Verdienst- und Überlebensmöglichkeiten bescheren möge. Die finanziellen Wünsche sind zum Teil simpel mit GELD! (Sonny Rollins, Charlie Persip) beschrieben, zum Teil mit Wünschen nach einer Wohnung oder einem Auto (Eric Dolphy, Tommy Flanagan) oder einfach nur, dass mit dem Musikmachen auch das Geldverdienen möglich sein solle (Archie Shepp: „Von Armut befreit zu sein“, Dizzy Gillespie, Charles Mingus, Jimmy Cobb, Joe Zawinul). Neben der Tatsache, dass viele Jazzmusiker zu damaliger Zeit offenbar in sehr prekären Verhältnissen lebten, richteten sich viele allgemeine und gesellschaftliche Wünsche auf Frieden und Liebe in der Welt und weniger gesellschaftliche Gewalt (Sonny Stitt, Wes Montgomery, Wayne Shorter) und auf ein Ende des Rassismus (Betty Carter, Jimmy Heath, Cannonball Adderley, Miles Davis äußerte nur einen Wunsch: „WEISS zu sein.“)

### Würdigungen
Der Jazzautor und -förderer Francis Paudras schrieb über sie und ihre Persönlichkeit: 

„Das Erscheinen Nicas war im Allgemeinen gleichbedeutend mit Freude, denn für uns war ihr nie etwas zu gut. Wenn sie jemandem irgendeine Aufmerksamkeit erwies, dann tat sie das so, als sei es die natürlichste Sache der Welt, mit unendlichem Takt. Ich war sicher, der grande dame des Jazz begegnet zu sein ... Sie war die Helferin, die Vertraute, die innige Freundin von allen gewesen.“

Etwa zwanzig Jazztitel wurden ihr gewidmet: Gigi Gryces Stück (und Album) Nica’s Tempo, Sonny Clarks Nica und My Dream of Nica, Horace Silvers Nica’s Dream, Kenny Dorhams Tonica, Kenny Drews Blues for Nica, Freddie Redds Nica Steps Out, Barry Harris Inca und Nicaragua, Duke Jordans Pannonica, Tommy Flanagans Thelonica und Thelonious Monks Pannonica als auch sein Stück Weehawken Mad Pad, das in Roger Vadims Les liaisons dangereuses von den Jazz Messengers dargeboten wird sowie Ba-lue Bolivar Ba-lues-are über das Hotel Bolivar, das 1957 mit Pannonica auf Monks Brilliant Corners erschien und wobei der Titel seine übertriebene Aussprache des Namens darstellen soll, wie der Produzent Orrin Keepnews zu der Wiederauflage 2007 schrieb.
Clint Eastwood drehte 1988 den biographischen Spielfilm Bird über die Jazzlegende Charlie Parker, in dem Diane Salinger die Rolle de Koenigswarters spielte. Der Film wurde mit einem Oscar, einem Golden Globe und bei den Filmfestspielen von Cannes ausgezeichnet. Allerdings war de Koenigswarter nicht mit der Besetzung ihrer Figur einverstanden, da die Schauspielerin „wie ein Pferd“ aussehe.
De Koenigswarter erscheint auch in der von Eastwood produzierten Dokumentation Thelonious Monk: Straight, No Chaser von 1989. Gewürdigt wird sie darüber hinaus in den Dokumentarfilmen The Jazz Baroness (2009) ihrer Nichte Hannah Rothschild und Thelonious Monk & Pannonica – Eine amerikanische Geschichte (2022) von Jacques Goldstein.

## Schriften
- Les Musiciens de Jazz et leur trois voeux. Propos recueillis et photos. Paris 2006, ISBN 2-283-02038-7.
  - Die Jazzmusiker und ihre drei Wünsche. Fotografiert und notiert von Baronesse Pannonica de Koenigswarter. Übersetzt aus dem amerikanischen Englisch von Michael Müller. Reclam-Verlag, Stuttgart 2007 (mit 200 schw.-w. Abb.) ISBN 3-15-010653-2.[20]